# District de Benfeld
Le district de Benfeld est une ancienne division territoriale française du département du Bas-Rhin de 1790 à 1795.
Il était composé des cantons de Benfeld, Barr, Erstein, Marckolsheim, Obernai, Rosheim, Sélestat et Villé.